# Stomatodexia obscura
Stomatodexia obscura är en tvåvingeart som först beskrevs av Walker 1853.  Stomatodexia obscura ingår i släktet Stomatodexia och familjen parasitflugor. Inga underarter finns listade i Catalogue of Life.